# Ese ejja

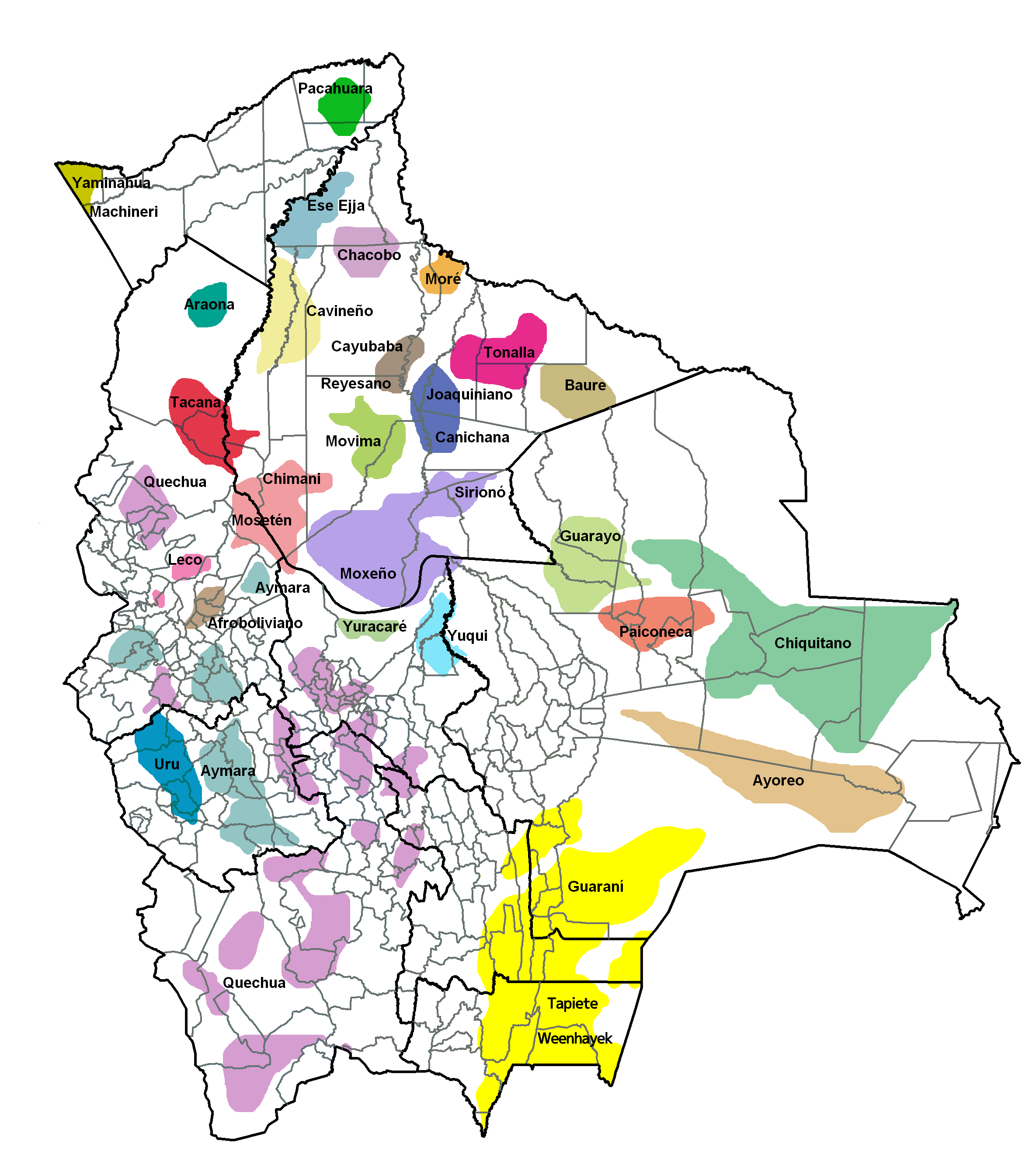
Mapa dels pobles originaris de Bolívia

L'ese ejja (del terme propi ese'ejja, pronunciat /eseʔexa/), és una llengua tacana parlada pel poble ese'ejja a Bolívia i el Perú.
Des de la promulgació del decret suprem Núm. 25894 l'11 de setembre de 2000 l'ese ejja és una de les llengües indígenes oficials de Bolívia. Va ser inclòs en la Constitució Política promulgada el 7 de febrer del 2009.

## Aspectes històrics, socials i culturals

### Ús i distribució
L'ese ejja es parla als departaments bolivians de la La Paz, Beni i Pando (províncies d'Iturralde, Ballivián, Vaca Diez i Madre de Dios) en els rius Beni i Madre de Dios, i en els departament peruans de Madre de Dios i Puno.
Segons Alexiades & Peluso (2009), hi hauria aproximadament 1.500 parlants d'ese ejja, repartits en diferents comunitats del Perú i Bolívia. Els ese'ejja bolivians estan dividits en dos clans: els quijati prop de la regió de Riberalta i els hepahuatahe en la de Rurenabaque. Crevels i Muysken (2009: 15) assenyalen que a Bolívia l'ese ejja compta amb 518 parlants (de quatre i més anys), i, per tant, es tracta d'una llengua en perill d'extinció.Al Perú, hi ha transmissió intergeneracional de la llengua, però la llengua es troba també seriosament amenaçada, amb 840 parlants en un grup ètnic de la mateixa mida.
Altres noms que s'usen per referir-se a la llengua són ese'hea, chama i warayo, els quals no són els més adequats: chama és un nom regional pejoratiu i guarayo és també el nom d'una llengua tupí-guaraní.

### Aspectes històrics
Quant al seu perfil històric, Alexiades (1999) assenyala que els ese ejjas haurien pogut tenir els primers contactes amb els exploradors, els missioners i els comerciants ja al segle XVI. El període de l'auge del cautxú va afectar només indirectament als ese ejjas, els quals no van participar gaire en aquesta explotació i optaven per fugir dels caucheros.
El procés de sedentarització dels ese ejjas difereix segons la comunitat en qüestió. Segons Vuillermet (2012), alguns ese ejjas de l'actual Perú no es van sedentaritzar en comunitats "nadiues" fins a finals dels anys 60 del segle xx, en implementar-se una reforma agrària que atorgava drets territorials als indígenes. A Bolívia, els ese ejjas van ser principalment sedentarizats arran de les "barraques" que agrupaven les persones explotades en el cultiu de la castanya i de la "oma, a la primera meitat de segle xx.

## Classificació lingüística
L'ese ejja pertany a la família pano-tacana i juntament amb el reyesano, araona, cavineña i l'extint toromona, forma el grup tacana, considerada com a família per un gruix de lingüistes, encara que a causa de les grans semblances que presenta amb el grup pano, tots dos es consideren dins d'una sola gran família que inclou al voltant de 33 llengües, inclosos aquells idiomes extints.